# Khánh Bình, Khánh Vĩnh
Khánh Bình là một xã thuộc huyện Khánh Vĩnh, tỉnh Khánh Hòa, Việt Nam.
Xã nằm phía bắc huyện Khánh Vĩnh, có diện tích đất tự nhiên theo ranh giới địa lý hành chính là 88,22 km².
Xã được chia làm 04 thôn: Bến Khế, Cà Hon, Bến Lễ, Ba Dùi. Trên địa bàn xã Khánh Bình có 5 cơ quan Nhà nước và trung tâm Lao động - xã hội (05-06).